# Simplício Mendes
Simplício Mendes est une municipalité brésilienne située dans l'État du Piauí.